# Griffon V2
Die Griffon V2 (1902) war ein Rennmotorrad des französischen Herstellers Établissements Griffon. Sie gilt, neben der Clément V4, als eines der ersten mehrzylindrigen Rennmotorräder der Welt.

## Entwicklung und Technik
Bereits in seinem Gründungsjahr 1902 entwickelte Griffon Einzylindermotorräder für die Serienproduktion; die Griffon V2 wurde eigens für Geschwindigkeitsrekorde gebaut. In den verstärkten Fahrradrahmen wurde ein, vom damals führenden Hersteller Zedel bezogener V-Motor eingebaut. Der luftgekühlte Motor mit automatischen Einlassventilen und gesteuerten Auslassventilen entwickelte 5,5 PS. Die Sekundärkraftübertragung erfolgte mittels Keilriemen auf das Hinterrad; eine Kupplung oder Getriebe war nicht vorgesehen. Das Motorrad soll in Dourdan eine Rekordgeschwindigkeit von 105 km/h erreicht haben.